# Come Together (album)
Come Together is het achtste studioalbum van de Nederlands band Kane. Het album verscheen op 23 november 2012.

## Achtergrond
Het album Come Together staat in het teken van positivisme. Het vierde album, Everything You Want, werd als te experimenteel gezien, waarna No Surrender meer terugging naar het vertrouwde geluid van Kane. Come Together zet deze lijn voort met eenvoudige rocknummers zoals I Love this City. What Doesn't Kill You Makes You Stronger en First Crash Overthrow lijken beïnvloedt te zijn door andere rockbands. Met Under Atomic Skies en Don't Wake Up Dead kent het album ook ballads. Op Come Together houdt Kane het klein en overzichtelijk. Het zou het laatste album van de band zijn voordat de band een lange pauze van tien jaar zou nemen. In 2023 besloten Dinand en Dennis na het opnemen van een documentaire voor Videoland weer bij elkaar te komen.
Het album is geproduceerd door Universal Music.

## Tracklist
| Nr. | Titel                                    | Opmerking | Duur |
| --- | ---------------------------------------- | --------- | ---- |
| 1.  | Under Atomic Skies                       |           | 3:05 |
| 2.  | Come Together                            |           | 3:38 |
| 3.  | Something Good                           |           | 2:36 |
| 4.  | I Love This City                         |           | 3:24 |
| 5.  | First Crash Overthrow                    |           | 3:36 |
| 6.  | What Doesn't Kill You Makes You Stronger |           | 4:05 |
| 7.  | This Is Not The End Of The World         |           | 3:34 |
| 8.  | Don't Wake Up Dead                       |           | 4:33 |
| 9.  | Tracks of Empire                         |           | 4:18 |

## Ontvangst
Het album Come Together stond 21 weken in de Album Top 100 waarin het op de derde plaats wist te binnen te komen op 1 december 2013. Door een hoog aantal verkochte exemplaren, verkreeg het album de gouden status.